# Senirkent
Senirkent là một huyện thuộc tỉnh Isparta, Thổ Nhĩ Kỳ. Huyện có diện tích 602 km² và dân số thời điểm năm 2007 là 12989 người, mật độ 22 người/km².